# كيفن فينلايسون
كيفن فينلايسون (بالإنجليزية: Kevin Finlayson)‏ هو لاعب كرة قدم بريطاني في مركزي الدفاع، ولد في 7 ديسمبر 1979 في غلاسكو في المملكة المتحدة. لعب مع نادي روس كاونتي ونادي غرينوك مورتون ونادي كلايد.

## وصلات خارجية
- كيفن فينلايسون على موقع قاعدة بيانات كرة القدم.إي يو (الإنجليزية)
- كيفن فينلايسون على موقع Soccerbase.com (لاعب) (الإنجليزية)